# زكريا بن شاعة
زكريا بن شاعة مواليد 11 يناير 1997 في وهران، هو لاعب كرة قدم جزائري يلعب مع اتحاد الجزائر كمهاجم. مثّل منتخب الجزائر لكرة القدم.

## المسيرة الاحترافية

### أندية لعب لها
- مولودية وهران (كرة القدم)
- اتحاد الجزائر

## روابط خارجية
- زكريا بن شاعة على موقع قاعدة بيانات كرة القدم.إي يو (الإنجليزية)
- زكريا بن شاعة على موقع ناشيونال فوتبول تيمز (الإنجليزية)
- زكريا بن شاعة على موقع Soccerway.com (الإنجليزية)